# Како да ти кажем
„Како да ти кажем” је југословенска телевизијска серија снимљена 1969. године у продукцији Телевизије Београд.

## Улоге
| Глумац                  | Улога                               |
| ----------------------- | ----------------------------------- |
| Дејан Ђуровић           | (1969-1970) (непознат број епизода) |
| Ђорђе Ненадовић         | (1969-1970) (непознат број епизода) |
| Ђорђе Јелисић           | (непознат број епизода)             |
| Михајло Бата Паскаљевић | (непознат број епизода)             |
| Аленка Пирјавец         | (непознат број епизода)             |
| Ирена Просен            | (непознат број епизода)             |
| Стево Жигон             | (непознат број епизода)             |

Комплетна ТВ екипа ▼
| Редитељ              | Здравко Шотра   | (непознат број епизода) |
| Сценариста           | Милан Брујић    | (непознат број епизода) |
| Директор фотографије | Тибор Звезданић | (непознат број епизода) |